# Wilson (football, 1985)
Pour les articles homonymes, voir Wilson.
Wilson Rodrigues Fonseca, plus souvent appelé Wilson, est un footballeur brésilien né le 21 mars 1985 à Araras. Il est attaquant.

## Biographie
Wilson commence sa carrière au Brésil. Il joue tout d'abord aux Corinthians, entrecoupé d'un prêt au Paulista Futebol Clube. Il remporte le championnat du Brésil en 2005 avec les Corinthians, même s'il ne joue que très peu cette saison là.
En 2008, Wilson est transféré en Italie, signant un contrat avec le club du Genoa CFC. Mais Wilson ne s'impose pas au Genoa, ne disputant que 3 matchs en championnat.
Il retourne alors au Brésil, pour jouer avec le club du Sport Recife. Il reste 3 saisons avec cette équipe, remportant le championnat de l'État du Pernambouc en 2010.
En 2011, Wilson s'expatrie en Chine, rejoignant l'équipe du Shaanxi Chanba. Puis, en 2012, il se dirige vers le Japon, s’engageant avec le Vegalta Sendai.

## Palmarès
- Champion du Brésil en 2005 avec le Corinthians
- Champion de l'État du Pernambouc en 2010 avec le Sport Recife